# Liste der Kathedralen in Österreich
Die Liste der Kathedralen in Österreich enthält bestehende sowie ehemalige Kathedralen verschiedener Konfessionen in Österreich.

## Bestehende Kathedralen
| Name                                               | Ort                      | Diözese                                                                | Kirche / Kirche eigenen Rechts | Bild |
| -------------------------------------------------- | ------------------------ | ---------------------------------------------------------------------- | ------------------------------ | ---- |
| Römisch-katholische Kathedralen                    |                          |                                                                        |                                |      |
| Abteikirche Mehrerau                               | Bregenz                  | Territorialabtei Wettingen-Mehrerau                                    | Lateinische Kirche             |      |
| Dom St. Martin                                     | Eisenstadt               | Diözese Eisenstadt                                                     | Lateinische Kirche             |      |
| Dom St. Nikolaus                                   | Feldkirch                | Diözese Feldkirch                                                      | Lateinische Kirche             |      |
| Grazer Dom                                         | Graz                     | Diözese Graz-Seckau                                                    | Lateinische Kirche             |      |
| Dom zu Gurk                                        | Gurk                     | Diözese Gurk (Konkathedrale seit 1787)                                 | Lateinische Kirche             |      |
| Innsbrucker Dom                                    | Innsbruck                | Diözese Innsbruck                                                      | Lateinische Kirche             |      |
| Klagenfurter Dom                                   | Klagenfurt am Wörthersee | Diözese Gurk                                                           | Lateinische Kirche             |      |
| Mariä-Empfängnis-Dom                               | Linz                     | Diözese Linz                                                           | Lateinische Kirche             |      |
| Alter Dom                                          | Linz                     | Diözese Linz (Konkathedrale seit 1924)                                 | Lateinische Kirche             |      |
| Salzburger Dom                                     | Salzburg                 | Erzdiözese Salzburg                                                    | Lateinische Kirche             |      |
| Abteikirche Seckau                                 | Seckau                   | Diözese Graz-Seckau (Konkathedrale seit 1782)                          | Lateinische Kirche             |      |
| Dom zu St. Pölten                                  | St. Pölten               | Diözese St. Pölten                                                     | Lateinische Kirche             |      |
| Stephansdom                                        | Wien                     | Erzdiözese Wien                                                        | Lateinische Kirche             |      |
| St. Georgs-Kathedrale Wiener Neustadt              | Wiener Neustadt          | Militärordinariat Österreich                                           | Lateinische Kirche             |      |
| Orthodoxe Kathedralen                              |                          |                                                                        |                                |      |
| Griechenkirche zur Heiligen Dreifaltigkeit         | Wien                     | Griechisch-orthodoxe Metropolis von Austria                            | Griechisch-orthodoxe Kirche    |      |
| Russisch-Orthodoxe Kathedrale                      | Wien                     | Eparchie für Wien und Österreich                                       | Russisch-orthodoxe Kirche      |      |
| Kathedrale der katholischen Ostkirchen             |                          |                                                                        |                                |      |
| Barbarakirche (Wien)                               | Wien                     | Ordinariat für die Gläubigen der katholischen Ostkirchen in Österreich | Katholische Ostkirchen         |      |
| Altkatholische Kathedrale                          |                          |                                                                        |                                |      |
| Sankt Salvator                                     | Wien                     | Altkatholische Kirche Österreichs                                      | Altkatholische Kirche          |      |
| Koptische Kathedrale                               |                          |                                                                        |                                |      |
| Koptische Kirche der heiligen Jungfrau von Zeitoun | Wien                     | Koptische Kirche                                                       | Koptische Kirche               |      |

## Hauptkirchen der evangelischen Diözesen
Die evangelischen Superintendenturen haben jeweils eine bzw. zwei Hauptkirchen oder Hauptpredigtkirchen der Superintendenten/Landessuperintendenten (H.B.). 
Die Bischofskirche des Bischofs der Evangelischen Kirche A.B. ist die Lutherische Stadtkirche in Wien. 
| Name                     | Ort        | Superintendentur                                                                           | Ritus              | Bild |
| ------------------------ | ---------- | ------------------------------------------------------------------------------------------ | ------------------ | ---- |
| Auferstehungskirche      | Eisenstadt | Evangelische Superintendentur A. B. Burgenland                                             | Lutherische Kirche |      |
| Kirche im Stadtpark      | Villach    | Evangelische Superintendentur A. B. Kärnten und Osttirol                                   | Lutherische Kirche |      |
| Evangelische Stadtkirche | St. Pölten | Evangelische Superintendentur A. B. Niederösterreich                                       | Lutherische Kirche |      |
| Martin-Luther-Kirche     | Linz       | Evangelische Superintendentur A. B. Oberösterreich                                         | Lutherische Kirche |      |
| Christuskirche           | Innsbruck  | Evangelische Superintendentur A. B. Salzburg und Tirol                                     | Lutherische Kirche |      |
| Christuskirche           | Salzburg   | Evangelische Superintendentur A. B. Salzburg und Tirol                                     | Lutherische Kirche |      |
| Heilandskirche           | Graz       | Evangelische Superintendentur A. B. Steiermark                                             | Lutherische Kirche |      |
| Lutherische Stadtkirche  | Wien       | Evangelische Superintendentur A. B. Wien auch Bischofskirche der Evangelischen Kirche A.B. | Lutherische Kirche |      |
| Reformierte Stadtkirche  | Wien       | Evangelische Kirche H.B. in Österreich                                                     | Reformierte Kirche |      |

## Ehemalige Kathedralen
| Name                               | Ort                    | Diözese                 | Kirche / Kirche eigenen Rechts | Verbleib                                |
| ---------------------------------- | ---------------------- | ----------------------- | ------------------------------ | --------------------------------------- |
| Stiftskirche Göß                   | Leoben                 | Diözese Leoben          | Lateinische Kirche             | Aufhebung der Diözese 1859              |
| Dom zu Gurk                        | Gurk                   | Diözese Gurk            | Lateinische Kirche             | Konkathedrale Diözese Gurk              |
| Alter Dom                          | Linz                   | Diözese Linz            | Lateinische Kirche             | Konkathedrale Diözese Linz              |
| Stiftskirche Sankt Peter           | Salzburg               | Erzdiözese Salzburg     | Lateinische Kirche             | Salzburger Dom 987 neue Kathedrale      |
| Abteikirche Seckau                 | Seckau                 | Diözese Graz-Seckau     | Lateinische Kirche             | Konkathedrale Diözese Graz-Seckau       |
| Pfarrkirche St. Andrä im Lavanttal | St. Andrä im Lavanttal | Diözese Lavant          | Lateinische Kirche             | Verlegung der Diözese nach Maribor 1859 |
| Dom von Wiener Neustadt            | Wiener Neustadt        | Diözese Wiener Neustadt | Lateinische Kirche             | Aufhebung der Diözese 1785              |